# Antroposemiosi
L'antroposemiosi rappresenta la semiosi umana, fa parte della biosemiosi e affianca e talvolta sconfina nella zoosemiosi. È studiata dall'antroposemiotica.
Per Thomas Albert Sebeok, l'antroposemiosi interessa sia le funzioni della comunicazione sia quelle della significazione. Sebeok negli anni ottanta giunse alla conclusione che la semiosi umana abbia la sua specificità nel linguaggio, distinto dal parlare e dal comunicare. Il linguaggio sarebbe quindi uno strumento per la produzione di mondi possibili.